# Connector IEC
Els connectors IEC són connectors d'alimentació elèctrica especificats per les normes IEC.
El terme pot referir-se a connectors especificats per:
- IEC 62196, per a vehicles elèctrics
- IEC 60309, per a finalitats industrials
- IEC 60320, per acoblament d'aparells, fins a 250 V AC
- IEC 60906-1, fins a 250 V AC
- IEC 60906-2, fins a 125 V AC
- IEC 60906-3, tensió molt baixa de seguretat, 6 V, 12 V, 24 V, 48 V AC i DC